# Евагрій Понтійський
Евагрій Понтійський (грец. Εὐάγριος ὁ Ποντικός; 345, Ібора — 399) — церковний діяч, чернець, письменник-богослов часів Римської імперії.

## Життєпис
Походив з християнської родини. Народився у місті Ібора (провінція Геленопонт).
Освіту здобув у Неокесарії (сучасне м. Ніксар, Туреччина), де слухав лекції відомого богослова Василія Великого. У 380 році перебрався до Константинополя, де слухав лекції Григорія Богослова. Де Евагрій прийняв чин диякона. Тоді ж уславився своїми здібностями красномовця. У 381 році стає архідияконом. Того ж року був присутнім на Другому Вселенському соборі.
У 382 році залишив Константинополь, перебрався до Палестини. Деякий час мешкав поблизу Єрусалиму. У 383 році став ченцем. У 385 році перебрався до монастиря у Нижньому Єгипті. Останні роки провів у монастирі, що розташовувався у Келлії (сучасна місцина Ваді-Натрун).

## Творчість
У доробку Евагрія близько 30 творів. Там є полемічні праці, схолії. Його численні твори мали вплив Оригена. На жаль, вони здебільшого зникли або збереглися під іншими назвами. Найбільш відомі твори Евагрія, що збереглися в латинських, сирійських і арамейських перекладах, присвячені питанням чернечого життя. Твори Евагрія справили величезний вплив на подальшу аскетичну літературу, особливо на літературу Східної церкви.
Розробив вчення про вісім помислів, що лягли в основу вчення про сім смертних гріхів. Евагрій розвивав деякі неортодоксальні ідеї Орігена, за що на П'ятому Вселенському Соборі (553 рік) був засуджений як єретик.